# Clan d'Oujda

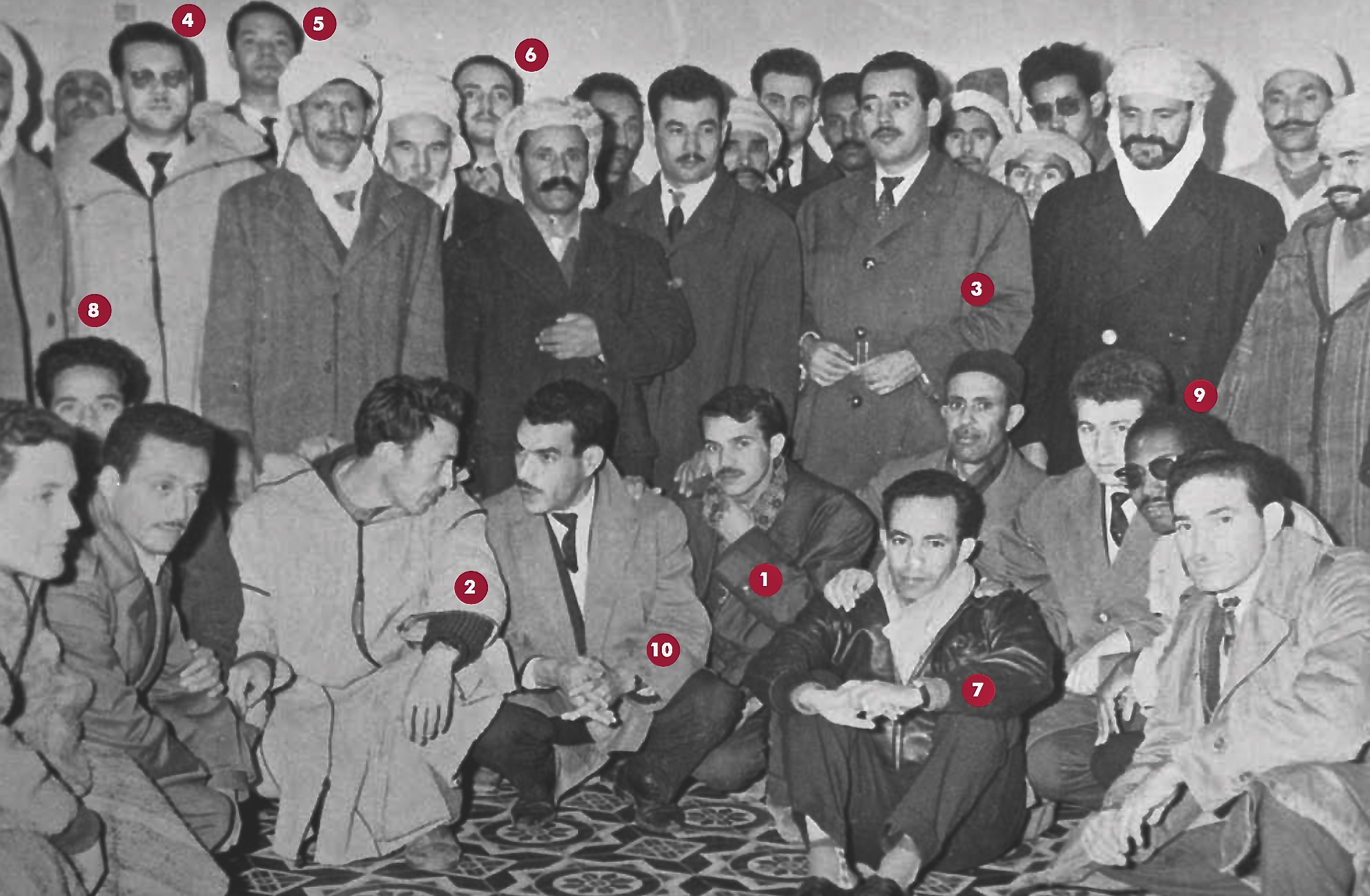
Par numéro sur l'image :
En arrière-plan : des cadres et des militants

Le clan d'Oujda,,, appelé parfois le « groupe de Tlemcen », est un groupe politico-militaire ayant opéré durant la guerre d'Algérie. Le clan s'est bâti sur la première communauté algérienne installée au Maroc depuis 1950, composé de la petite bourgeoisie, de propriétaires terriens, d'auxiliaires de l'administration marocaine ou d'étudiants et des cadres, tous encadrés par les combattants algériens de l'Armée de libération nationale (ALN), repliés derrière la frontière marocaine dès le début de l'insurrection de 1954. Ils sont plus organisés, lourdement armés et fortement politisés. 
Le clan dont les liens se sont noués en 1956 autour d'un tandem formé par le colonel Boussouf, chef du service de renseignements du MALG, et son adjoint le colonel Boumédiène, chef d'État-major général (EMG) de l'armée des frontières, secondé par quatre hommes :  Kaïd Ahmed, Chérif Belkacem, Ahmed Medeghri et Abdelaziz Bouteflika, qui attendent leur heure et très opposés aux négociations de paix à Evian par peur d'en être exclus après l'indépendance du pays. Les rapports entre ces hommes demeureront très étroits pendant toute la suite de la guerre et longtemps après l'indépendance du pays, quand ils ont investi les plus hautes fonctions politiques de l’Algérie indépendante.
La base arrière de l'EMG est implantée à Oujda, ville marocaine frontalière avec l'Ouest algérien. C’est ce qu'on appellera plus tard le « clan d'Oujda » et qui est à l'origine de l’assassinat d'Abane Ramdane au Maroc en 1957, , la crise de l’été 1962, l'assassinat de plusieurs opposants politiques après l'indépendance et de la prise du pouvoir par les militaires de l'armée des frontières à sa tête le colonel Boumédiène. Ils remportent une offensive guerrière contre les maquisards des wilayas qui se sont opposés militairement aux hommes du clan durant la crise de l'été 1962.
Pour les historiens, le coup de force militaire de l'armée des frontières à sa tête le colonel Boumédiène durant l'été 1962, c'est l'été de « l'indépendance confisquée » par le « clan d'Oujda » qui a scellé le destin politique et économique de l'Algérie post indépendante où l'armée occupe toujours une place centrale dans les décisions politiques depuis le coup d'État du 19 juin 1965, au terme duquel le président de la République Ahmed Ben Bella est renversé par le colonel Boumédiène, qui devient le nouveau président de l'Algérie.
Une partie des présidents successifs de l'Algérie qui ont gouverné le pays plus de dix années, sont issus de ce clan depuis le coup d'État du 19 juin 1965 (Houari Boumédiène et Abdelaziz Bouteflika).
Le clan s'est effrité en 1979 après la mort du président Boumédiène, supplanté par un nouveau clan, le « clan de l'Est » dont les hommes qui le composent sont tous originaires du triangle géographique de la région de l'Est de l'Algérie : Batna-Tébessa- Souk Ahras connu sous l'acronyme « BTS », où les villes de Khenchela et Batna sont sur-représentées.
20 ans après, le « clan d'Oujda » s'est imposé de nouveau dans tous les rouages du pouvoir après le retour d'Abdelaziz Bouteflika et son accession à la tête du pays en 1999. En 2019, celui ci est contraint à la démission par le Hirak.

Frontière algéro-marocaine

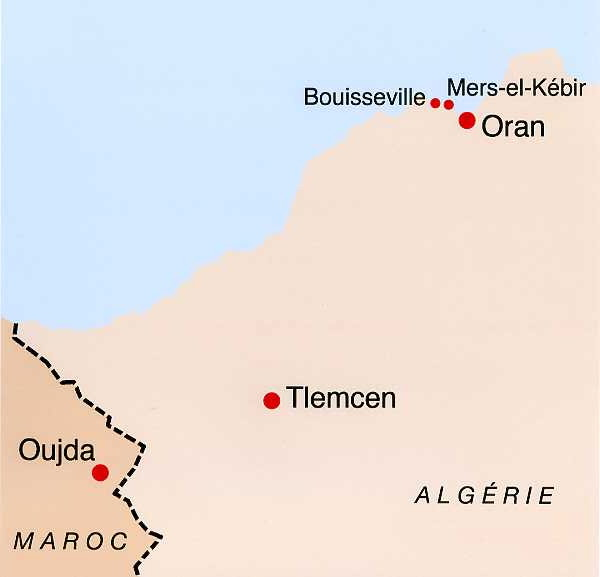
Oujda, ville marocaine frontalière avec l'Ouest algérien

## Histoire
Beaucoup d'Algériens sont installés au Maroc dès 1848 après la défaite de l'Émir Abd el-Kader, puis la défaite des soulèvements de la tribu Ouled Sidi Cheikh et de celle de Cheikh Bouamama face à l'armée française. Une autre génération d'Algériens a quant à elle rejoint le Maroc, après l'insurrection du 1er novembre 1954 par crainte des représailles de l'armée française. Le colonel Ahmed Bencherif estime que le nombre d'Algériens rentrés du Maroc en 1962 dès le cessez-le-feu en Algérie dépasse les 10 000 hommes.

### Guerre d'Algérie
Dès le début de l'insurrection de 1954, le Maroc oriental avait servi de base logistique pour d'éventuelles opérations en Oranie.
Le 1er novembre 1954, à 80 kilomètres à l'ouest d'Oran, sur la plage de Turgot, dans la région d'Aïn Témouchent, avait lieu une tentative de débarquement au moyen de petits bateaux partis la veille de la zone espagnole du Nord marocain. La police judiciaire française découvrira, entre Rio-Salado et Er-Rahel, des dépôts de bombes de fabrication artisanale (tubes de fonte bourrés d'explosif et de grenaille) qui devaient servir à l'exécution d'attentats dans les villes et les campagnes de l'Oranais. C'est dans l'ex-zone espagnole du Rif, que les nationalistes algériens vont implanter leurs bases d'instruction des troupes et cadres de la future Armée de libération nationale (ALN). Le PC s'installe à Nador. La frontière algérienne est à quelques kilomètres plus à l'Est. Les bateaux de contrebandiers pourront, pendant de longs mois, débarquer impunément leurs cargaisons d'armes et de munitions, jusqu'au moment où la marine française recevra enfin l'autorisation de mettre fin à ce trafic. Mais à huit cents kilomètres au sud, aux confins des territoires algéro-marocains, les immensités désertiques de la région de Tindouf permettent le passage de caravanes dont chacune transporte des armes et du matériel de guerre. Les Reguibat, qui nomadisent en permanence du territoire contrôlé par les Espagnols à celui contrôlé par les Français, sont passés maîtres dans la pratique de la contrebande.

#### Oujda: garnison de l'ALN
Mohamed Ben Brahim Boukharouba (futur colonel Boumédiène), de nature austère et taiseux s'impose très vite d'abord comme organisateur du trafic d'armes du Maroc vers les maquis des wilayas de l’intérieur, puis comme organisateur de la guérilla, il se montre parmi les plus assidus des militants qui se trouvent dans la base à Oujda suivent les cours (stratégie, histoire, économie, politique) du Centre de formation et de perfectionnement du FLN. Il travaille avec Boussouf lieutenant de Larbi Ben M'hidi chef de la wilaya V. Quand Ben M'Hidi meurt en 1957, Boussouf le remplace en septembre 1957. C'est lui qui fera transférer à Oujda le siège de la wilaya V et l'état-major qu'il avait sous ses ordres dans la ville marocaine de la région orientale disposait d'une armée des frontières plus de 2 000 hommes.
Le colonel Boussouf mettait à la disposition de l'État-major général (EMG) 5000 fusils anglais ENFIELD 303, 500 fusils BREN et 3000 grenades quadrillées MILLS. 1 500 pièces d'armement étaient déjà parvenues en Oranie via Nador
Un an plus tard Boussouf devint membre du CCE et fut nommé en septembre 1958, ministre du MALG et de l'Armement du GPRA, son successeur à la tête de la wilaya V sera son ex-adjoint Boukharouba - ou plutôt Houari Boumediene, car le nouveau colonel commandant en Oranie a pris comme nom de guerre celui du célèbre mystique soufi Sidi Boumédiène, saint et savant musulman, dont un sanctuaire fameux, à Tlemcen perpétue la mémoire.
Remarquable organisateur d'une wilaya qu'il dirige depuis son P.C. d'Oujda, au Maroc, Boumédiène est nommé colonel et chef du commandement opérationnel de l'Ouest. Désigné enfin comme chef de d'État-major général (EMG), il n'a pas cessé de prendre, au sein de l'armée des frontières des responsabilités de plus en plus lourdes.

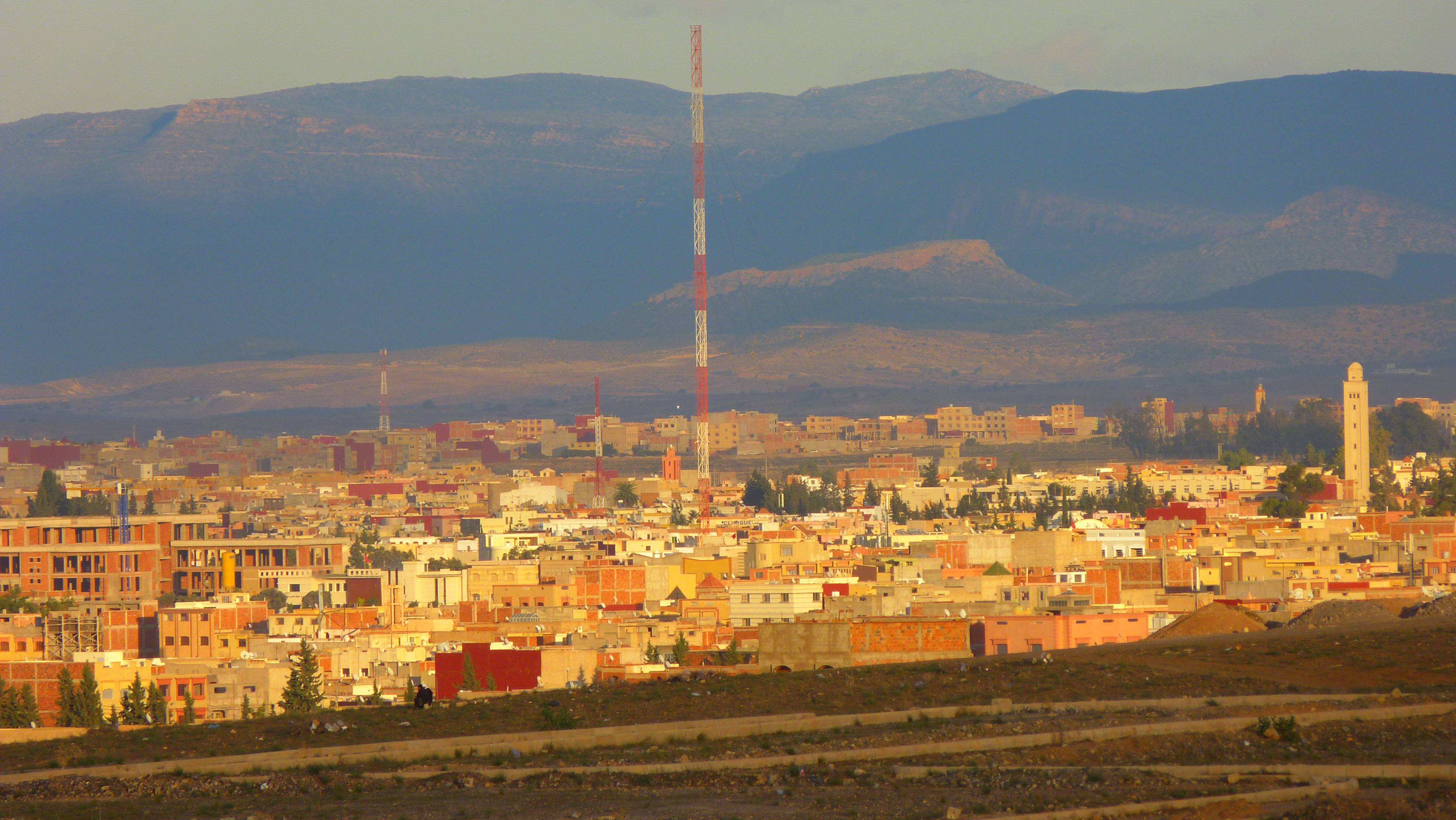
Oujda, un centre de transit de l'ALN entre le Maroc et l'Algérie.

Le colonel Boumédiène réclame au GPRA les moyens matériels et financiers nécessaires pour atteindre, au moins partiellement, ses objectifs, ses demandes sont importantes, car la tâche qu'il se propose d'accomplir est lourde. 
En février 1960, en effet, l'armée des frontières de Tunisie et du Maroc ne compte que 12 000 hommes, dont 4 000 seulement peuvent combattre avec des moyens modernes, les autres ne disposant que d'un armement hétéroclite ou démodé. Pour redresser la situation, le colonel Boumédiène doit rétablir l'unité du commandement et faire régner, à tous les échelons, une discipline rigoureuse. Il doit aussi augmenter la « force de frappe » de l'armée en gonflant ses effectifs, grâce au recrutement intensif de jeunes Algériens vivant hors des frontières de leur pays, en dotant ces nouvelles recrues d'un armement équivalant à celui de l'adversaire et en assurant enfin la promotion de cadres, surtout de cadres moyens compétents et qualifiés.
Le chef de l'État-major général (EMG) se lance, en somme, avec une volonté de fer, dans une rude entreprise : transformer un conglomérat de combattants éparpillés sur les territoires tunisien et marocain en une armée digne de ce nom. Pour commencer, il transforme les P.C. opérationnels assez légers de l'armée des frontières à Oujda (frontière algéro-marocaine) et à Ghardimaou (frontière algéro-tunisienne) en véritables quartiers généraux.
Un travail d'organisation considérable, l'EMG est devenu un pouvoir homogène avec sa propre armée, organisée davantage comme une force prétorienne susceptible d’être un marchepied dans la course au pouvoir que comme une force militaire conçue pour en découdre avec l'ennemi, forte de 35 000 hommes, bien équipée, disciplinée, dispose de matériel mécanisé et de blindés, dont la menace immobilisait d'importants effectifs français aux frontières marocaines, dotée d'une administration, ses services spécialisés (transports, transmissions, centres de formation et de perfectionnement), ses écoles de cadres, sa hiérarchie d'officiers et de sous-officiers plus dévoués à leur chef, le colonel Boumédiène, qu'aux « Excellences » du GPRA. Il attire à lui, du coup, des éléments dynamiques dans les milieux les plus divers de la résistance algérienne. À Oujda il constitue une équipe où l'on trouve déjà Chérif Belkacem, Ahmed Medeghri, Ahmed Kaïd et Abdelaziz Bouteflika, (futur ministre des Affaires étrangères de l'Algérie indépendante), qui devait tous jouer un rôle important auprès de lui, ce qui est devenu plus tard le « clan d'Oujda ».
Son quartier devient une sorte de laboratoire du socialisme algérien : on y lit Fanon et Guévara, on y cite Sartre et Jeanson, les portraits de Castro y foisonnent. Des étudiants qui ont combattu dans les rangs de l'ALN viennent aussi grossir l'équipe des conseillers qui entourent le colonel Boumédiène au QG d'Oujda, de jeunes intellectuels issus des milieux citadins d'Oranie ou de familles algériennes repliées au Maroc commencent à jouer les premiers rôles. L'EMG reçoit enfin le renfort des fameux « DAF » officiers algériens déserteurs de l'armée française, notamment le capitaine Zerguini, le lieutenant Chabou, le lieutenant Slimane Hoffman – qui quittent leurs régiments stationnés en Allemagne pour rallier le FLN et qui apportent à l'ALN leur expérience de professionnels sortis des écoles militaires françaises
Force militaire en expansion et force politique en construction, l'EMG traite avec le GPRA d'égal à égal. souvent les deux autorités donnent ensemble leurs directives pour la conduite de la guerre, la gestion des affaires courantes, la création d'institutions nouvelles.

#### Ateliers d'armement de l'ALN au Maroc contrôlés par les hommes du  «clan d'Oujda»
C'est en partie grâce aux réseaux militants trotskistes que les ateliers de fabrication d'armes ont vu le jour au Maroc. Ces militants sont étrangers, une vingtaine pas plus : ouvriers spécialisés pour la plupart, ils sont venus de France, de Grande-Bretagne, de Grèce, des Pays-Bas, d'Allemagne ou d'Argentine qui ont fait le même choix de rejoindre les « frères » algériens de l'armée des frontières stationnée au Maroc. Au total, étrangers ou Algériens, ils sont deux cent cinquante à trois cents hommes qui travaillent au Maroc enfermés volontaires dans des fermes-usines clandestines, jusqu'à l'indépendance de l'Algérie, en juillet 1962. Selon le témoignage d'un moudjahid latino-américain Roberto Muniz, cinq ateliers furent implantés successivement à Bouznika (près de Rabat), à Témara (en plein centre de Kénitra), à Souk-El-Arba, Skhirat et Mohammédia. D'un atelier à l'autre, selon les époques, les conditions de vie étaient plus ou moins dures.
Ainsi, à Témara, « pour des raisons de sécurité », les ouvriers de l'ALN ne voient « jamais le soleil » : enfermés vingt-quatre heures sur vingt-quatre derrière les murs aveugles de l'atelier, ils n'ont l'autorisation de sortir qu'à la nuit tombée, pour prendre l'air sur la terrasse. Il est prioritaire qu'aucun de ces ateliers ne soit repéré par l'ennemi - c'est-à-dire par l'armée française. La police marocaine, elle, ferme les yeux. « Des camarades ont dû vivre ainsi parfois durant un an. Certains ont gardé jusqu'à aujourd'hui des séquelles sur le plan psychologique ». La qualité de la production n'est pas des plus performantes, mais le FLN fabrique ses propres armes pour l'ALN. Sur une des photos noir et blanc rapportées du Maroc par un français militants trotskiste, on voit Pablo, assis dans la cour de l'usine, entouré de moustachus en uniforme, dont l'un, debout, fait un discours « à l'occasion de la sortie du 5 000e pistolet-mitrailleur », De son côté, Roberto Muniz évoque une visite du colonel Houari Boumédiène, chef de l'État-major général (Algérie) (EMG), à qui les ouvriers offrent une mitraillette toute neuve, sortie de l'atelier, « en souvenir de nos efforts pour l'obtention de l'indépendance ». C'est au domaine de Bouznika, signale Roberto Muniz, que 10 000 mitraillettes « made in ALN » seront essayées, une à une, à l'intérieur d'un gigantesque tunnel sous la terre, avant d'être envoyée « au champ de bataille », c'est-à-dire, en principe, aux maquis.
Le chef de l'armée algérienne et les trotskistes ne sont pas les seuls à visiter les ateliers. Le vrai patron, celui qui vient régulièrement vérifier l'état de ses « troupes » ouvrières, c'est Abdelhafid Boussouf, que les hommes de l'ALN et les militants trotskistes désignent par son nom de guerre, colonel « Si Mabrouk ».
Ces ateliers sont implantés à :
- Tétouan, en 1958, fabrication de grenades.
- Souk El Arbaa du Gharb, en 1958, fabrication de bombes, grenades, torpille Bangalore.
- Bouznika en 1959, fabrication de bombes, grenades et armes blanches.
- Skhirat en 1960, fabrication de mortiers de 45 et d'explosifs.
- Témara en 1960, fabrication de PM MAT 49 et armes blanches.
- Mohammédia en 1960, fabrication de mortiers de 45, 60 et 80 mm.

#### Combattants ALN de l'intérieur contre le «clan d'Oujda»
À partir de la fin de l'année 1959, l'État-major général (EMG) est accusé par les chefs des combattants des wilayas de ne pas respecter son engagement pour ravitailler les djounouds de wilayas en armes et munitions.
Les combattants de l'ALN qui se battent à l’intérieur du pays depuis cinq ans, aguerris mais durement éprouvés par le choc frontal avec l'armée française durant les grandes opérations du « plan Challe » ne cachent pas leur amertume et désespoir face aux risque d'anéantissement de l'ALN.
Le général Challe prend le commandement militaire en Algérie le 12 décembre 1958. Le 6 février de l'année suivante, il lance une première offensive dans l'Oranais dans le cadre du « plan Challe » qui porte son nom, ensuite dans l'Ouarsenis, puis l'algérois qui s'attaque à la Wilaya IV. Le FLN, déjà liquidé comme force militaire dans les grandes villes, en particulier à Alger depuis 1957, est éreinté par ces coups de boutoir successifs tandis que le quadrillage systématique du terrain le coupe de la population. Selon A. Hamdani, « 1959 fut [...] l'année noire pour l'ALN de l'intérieur. Le plan Challe [...] fit des ravages dans les katibas. » La willaya IV, dont les forces ont été déjà entamées par les opérations engagées par le général Massu en novembre 1958, sort considérablement affaiblie, certaines de ses katibas sont anéanties, les autres sont contraintes de se disperser et elle perd, au total, 40 % de ses effectifs : 2 400 hommes sont mis hors de combat, dont de nombreux officiers, parmi lesquels le colonel Si M'hamed, tué le 5 mai 1959. La disparition de ce chef prestigieux - remplacé par Si Salah accroît encore le désarroi de combattants livrés à eux-mêmes
Des accusations graves alimentent le divorce entre les combattants de l'intérieur et les « planqués » du « clan d'Oujda ». La première porte sur le manque d'armes dont se plaignent les maquisards. Le contentieux, qui remonte au moins à septembre 1957, est déjà ancien, mais il n'a cessé de grandir. L'édification, le long des frontières marocaine et tunisienne entre 1956 et 1960, de deux barrages électrifiés, la « ligne Challe », tout au long de la frontière marocaine et à l'Est à la frontière tunisienne la « ligne Morice ». En 1957, il serait entré en Algérie environ 1 000  à   1 200  armes par mois. En 1958, 400, en 1959, 200 et en 1960, seulement une soixantaine. Les tentatives pour forcer les barrages, qui ont coûté à l'ALN la perte de 3 000 combattants, se sont toutes soldées par des échecs sanglants.
Isolés, privés de renforts et de ravitaillement, les responsables des willayas n'ont pas de mots assez durs pour fustiger l'inertie des dirigeants de l'EMG qu'ils rendent en partie responsables de l'asphyxie dont ils sont les victimes. Cette situation des wilayas affaiblies conforte le colonel Boumédiène dans son hégémonie militaire.
Une longue lettre du commandant Tayeb-Omar Oussedik dressait un tableau sombre de la situation dans la Wilaya IV. Il n'avait pas de mots assez durs contre les chefs « planqués » à Oujda qui lui avaient promis des armes que leur wilayas avait en plus grand nombre et qu'ils ne lui livrèrent jamais. Voici un extrait de la longue lettre :

« Nous avons espéré de la fraternité chez le colonel Boumediene. Je dois dire que j'ai perdu mon temps avec un voleur d'armes et de munitions. De plus, il m'a donné sa parole et n'a pas exécuté. J'ai compté sur un faux frère [...]. Il faudra évidemment que Boumediene et Cie changent de comportement à notre égard. Au moment où toutes les wilayas reçoivent un appui sérieux, nous sommes encore obligés de lutter avec le matériel récupéré et de nous occuper de la wilaya VI. »

Ensuite, c'est le commandant en chef par intérim de la Wilaya IV Si Salah exprimait par le biais d'un message adressé au colonel Boumédiène avec des termes d'une rare violence, le désarroi, le désespoir et la fureur de ses hommes. Le recrutement local était devenu impossible et ni les armes, ni les munitions, ni les renforts promis par l'extérieur n'arrivaient jusqu'au cœur de l'Algérie. En fait, Si Salah « engueulait » littéralement le chef d'état-major.

« Il semble définitivement établi que nous n'entretiendrons entre nous qu'un langage de sourds. Vous avez interrompu radicalement tout acheminement de compagnies et de matériel de guerre depuis 1958. Vous êtes enlisés dans la bureaucratie. Nous ne pouvons plus en aucune manière assister les bras croisés à l'anéantissement progressif de notre chère ALN. »

Les ressentiments des officiers de terrain contre État-major général (EMG) furent en particulier marqués par trois affaires autrement importantes : le complot Lamouri (automne 1958), à peu près au même moment la réunion interwilayas (décembre 1958) convoquée par le colonel Amirouche et l'affaire Si Salah (été 1960).

### Fin de la guerre et indépendance de l'Algérie

#### Crise avec le GPRA
La crise éclata ouvertement entre le « Clan d'Oujda » et le Gouvernement provisoire de la République algérienne (GPRA) qui est l'instance civile et qui chercha alors à s'appuyer sur les willayas de l'intérieur, délaissées pendant la guerre.
Quelques mois avant la proclamation de l'indépendance de l'Algérie, sous la houlette de Krim Belkacem le GPRA demande l'entrée de l'EMG en Algérie avant le 31 mars 1961 et que le colonel Boumédiène et ses compagnons soient relevés de leurs fonctions et affectés à quelque poste subalterne. La crise est ouverte. L'EMG refuse d'obtempérer, remet sa démission le 15 juillet 1961, installe lui-même une direction intérimaire et entrent en dissidence avec armes et bagages.
Le 19 mars 1962, un cessez-le-feu a été signé entre le gouvernement français et Krim Belkacem, chef de la délégation du GPRA dans le cadre des accords d'Évian qui conduiront, le 3 juillet 1962, à un référendum populaire se prononçant massivement pour l'indépendance de l'Algérie.
Le transfert des responsabilités de l'État français à l'exécutif provisoire s'opère après le 19 mars dans une situation chaotique, marquée par la tentative de sabotage des accords par l'OAS, et l'interprétation que le FLN en avait, se préparant à prendre le pouvoir dans une désunion croissante, les rivalités de tendances, de clans, de personne se renforçant du fait de la libération des cinq ministres du GPRA emprisonnés en France, GPRA contre « clan d'Oujda ».
Le colonel Boumédiène qui dispose de l'« armée des frontières » refuse de reconnaître toute légitimité du GPRA et les accords d'Évian. La signature des accords d'Évian par le GPRA a été vivement critiquée par l'EMG parce qu'ils visaient, selon l'EMG, à établir en Algérie un système néocolonial après l'indépendance.
La crise devient inévitable entre les représentants du GPRA et le courant radical du « clan d'Oujda », intransigeant et puissamment armé. Les antagonismes deviendront, de plus en plus, des conflits de sujets de l'orientation générale de la révolution algérienne et sur les options de l'avenir : conservatrices ou, contraire socialistes.
Au cours d'une réunion des commandants de bataillons et de compagnies lourdes organisée par l'EMG, le commandant Ali Mendjeli, membre de la délégation algérienne aux négociations d'Évian, parlait de capitulation et accusait « le GPRA de vouloir liquider l'ALN. Il considérait que les concessions faites à la France sur le plan économique, militaire et culturel étaient inadmissibles parce qu'elles hypothéquaient lourdement l'indépendance et la minaient ». L'EMG estimait que le « GPRA avait trahi la Révolution non seulement parce qu'il avait accepté de telles concessions mais aussi parce qu'il voulait établir un régime bourgeois, de type capitaliste et pro-français, après la proclamation de l'indépendance. »
L'évolution du conflit transformait les divergences entre l'EMG et le GPRA sur les accords d'Evian en confrontation. La lutte et la course pour le pouvoir venaient ainsi d'être ouvertes entre les deux instances.
Entre les politiques eux-mêmes, la dissension s'est d'ailleurs déclarée : alliés à la majorité du GPRA restée fidèle à son président Benyoucef Benkhedda, Mohamed Boudiaf et Krim Belkacem entrent en lutte contre Ben Bella, qui s'est retranché à Tlemcen avec le colonel Boumédiène. Ce grand règlement de comptes de la guerre, le colonel Boumédiène et ses compagnons vont l'arbitrer en faveur de Ben Bella, qui leur paraît le plus attaché aux options socialistes qu'ils ont choisies.

#### Pacte Ben Bella - colonel Boumédiène et la conquête du pouvoir

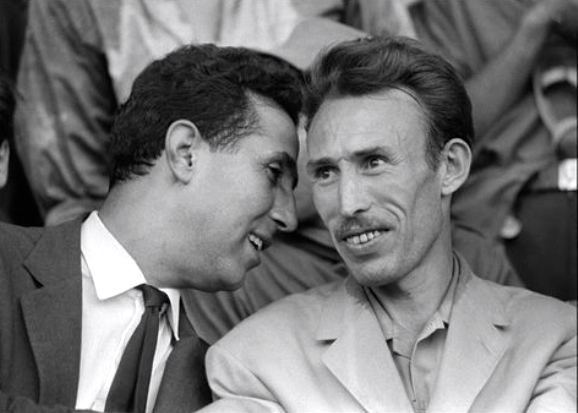
Le couple Ahmed Ben Bella - colonel Boumédiène qui ont conclu un pacte et déclarent la guerre contre le GPRA et les wilayas III et IV.

À l'exception du colonel Boussouf qui au cours du mois d'aout 1962 a été écarté par le colonel Boumédiène, ce dernier a conclu un pacte avec Ben Bella ce qui a permis à Boumédiène de franchir dans l'été 1962 la frontière marocaine avec son armée des frontières forte de 60 000 hommes lourdement armés.
Le colonel Boumédiène, qui n'avait jamais utilisé son matériel lourd contre les Français, l'emploie contre ses frères des wilayas de l'intérieur en affrontant les troupes des maquis de la wilaya IV qui veulent le stopper aux environs de  Boghari, il s'ouvre dans le sang la route d'Alger avec plus de 1 000 morts. Le peuple d'Alger descend dans la rue pour exiger la paix au cri de : « Sebaa Snine Barakat ! » « Sept ans, ça suffit ! »
Ferhat Abbas écrira plus tard : « Semant des cadavres sur sa route, Boumédiène faisait la conquête de l'Algérie. » Et il ajouta « C'était la seule guerre qu'il fit,. »
L'armée des frontières, avec à sa tête le chef de l'État-major général (EMG) le colonel Boumédiène, entre dans Alger le 9 septembre 1962, entraînant une intensification des tractations politiques pour renverser les alliances au profit des nouveaux responsables algériens. Battu militairement, l'instance civile, le GPRA, capitule sans condition. C'est le « clan d'Oujda » qu'émanera le pouvoir en Algérie. Sa nature est clairement politico-militaire même si, sous l'effet de la pression de la rue, un semblant de consensus politique a été réalisé par l'intégration de quelques opposants, comme Ferhat Abbas. Sur le fond, la victoire de Ben Bella et de l'armée des frontières tranche définitivement la question de la primauté du militaire sur le civil en Algérie.

#### Coup d'État du 19 juin 1965
Deux ans plus tard, le 19 juin 1965, le colonel Boumédiène renverse le président de la République Ben Bella et devient le nouveau président de l'Algérie. Avec ce coup d’État, le « clan d'Oujda » l'emporte définitivement sur les civils et sur les forces des maquis de l'intérieur.
Cette dérive originelle singularise toujours la vie politique et économique algérienne, où l'armée et ses services de renseignements (l'actuel DRS) occupent toujours une place centrale.

#### 1979, processus de «déboumédiènisation» du régime et la mise à l'écart des membres du «clan d’Oujda»
Au début du mois de novembre 1978, des rumeurs sur la détérioration de l'état de santé du président Houari Boumédiène commencent à circuler, faisant état d'une grave maladie qui se serait manifesté à son retour d'une visite en Syrie, effectuée le 23 septembre 1978. De plus l'image du président disparait complètement de la télévision,. Le 27 décembre 1978, la radio et la télévision interrompent leurs émissions afin de laisser place à la lecture du Coran, puis d’annoncer de manière officielle la mort du président Houari Boumédiène, après 13 ans de règne sans partage. Rabah Bitat, président de l’Assemblée populaire nationale, devient président par intérim pour quarante-cinq jours.

##### Bouteflika ne sera pas président
La question de la succession à la présidence de la République entraine l'éclatement du « clan d’Oujda ». Le discours de Bouteflika, le jour des funérailles de Boumédiène, était déjà perçu comme un signe de ce malaise. Deux scénarios de succession sont envisagés. Tout d’abord, la prise du pouvoir par l’appareil du FLN, en l’occurrence par Mohamed Salah Yahiaou, son secrétaire général et l’un des chefs de file des « barons du boumédiènisme » ; mais les militaires hostiles au « clan d’Oujda » l'ont écarté du cercle du pouvoir. L’autre postulant est Abdelaziz Bouteflika, ministre des Affaires étrangères, jugé quant à lui très libéral, ses liens avec Boumédiène, dont il avait longtemps paru être le dauphin, et son appartenance au « clan d’Oujda », il est mis sur la touche.
Les militaires imposent un troisième choix, un militaire : le colonel Chadli Bendjedid, lui aussi issu des subordonnés de Boumédiène à Oujda. Il est désigné secrétaire général du FLN et en février 1979, puis devient président de la République.

##### Purges sous le règne de Chadli Benjedid

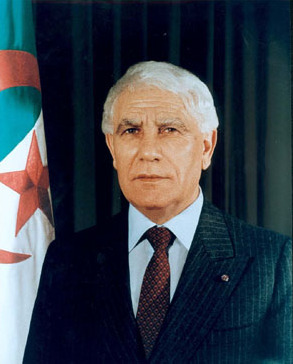
L'ancien président Chadli Bendjedid, son accession au pouvoir en 1979 entraîne l'éclatement du « clan d'Oujda ».

Ce consensus avec l'accession au pouvoir du colonel Chadli Benjedid permet aux militaires d’éliminer Abdelaziz Bouteflika et Mohamed Salah Yahiaoui, les deux hommes forts du « clan d’Oujda ». Leur élimination marqua l'effritement du clan dans un pays où les passions régionales sont encore très fortes, un important capital d’animosité de la part des hommes de l’Est, qui entendaient bien prendre leur revanche.
Le nouveau président intensifia les purges sous le nom de « déboumédienisation », au sein de tous les rouages du pouvoir en s'attaquant aux hommes appartenant aux services de la Sécurité militaire (SM) tous issus du « clan d’Oujda ».  Le premier « MALGACHE » à en faire les frais est Kasdi Merbah, patron de la Sécurité militaire (SM) depuis 1962 : on lui retire ce service, il est nommé secrétaire général du ministère de la Défense, et est remplacé par son adjoint, le lieutenant-colonel Noureddine Yazid Zerhouni, un des membres du clan et fondateur du service d’action. Ce dernier, à son tour, est écarté et envoyé loin d’Alger : il est nommé d’abord ambassadeur à Mexico, puis à Washington en 1987.
Quant à Abdelaziz Bouteflika encore membre du Bureau politique et ministre conseiller auprès de la Présidence (mars 1979), il n'assiste cependant à aucune réunion ministérielle pendant 6 mois. Le 13 janvier 1981 est évincé du gouvernement. Sa disgrâce est confirmée par son jugement par la Cour des comptes qui vient d’être créée, elle le condamne à rembourser 6 milliards de centimes. On lui reproche des irrégularités dans la gestion d’une «  régie occulte »  ouverte, au nom de son ministère dans une banque à Genève, mais il sera blanchi deux années plus tard.
Il s'exila aux pays du Golfe, au début des années 1980, loin des bouleversements politiques de son pays, par une longue traversée du désert qui durera une vingtaine d'années.
L’issue de ces purges « déboumédiènisation » est marquée par l'arrivée d'une nouvelle génération d'officiers, les futurs généraux, Mohamed Mediène, dit général Toufik, futur chef du DRS. Larbi Belkheir, Mohamed Lamari, Mohammed Touati formés à l'école du KGB, ...

##### Revanche et suprématie du «clan de l'Est»
Pour exercer son pouvoir, Chadli Bendjedid s'appuie sur plusieurs cercles concentriques du « clan de l'Est » : la Sécurité Militaire (SM) (cette dernière est réorganisée dès son accession au pouvoir en 1979), ses proches d'Annaba et de Constantine, son entourage familial, le Bureau politique du FLN. La plupart des véritables décideurs politiques algériens sont originaires du triangle géographique de la région de l'Est : Batna-Tébessa-Souk-ahras connu sous l'acronyme « BTS » où les villes de Khenchela et Batna sont sur-représentées et qui dirigeront le pays durant une vingtaine d'années.

#### Coup d’État du 11 janvier 1992
Chadli Bendjedid annonce sa démission le 12 janvier 1992 et le déploiement de l'armée dans Alger. Cette démission prend forme d'un véritable coup d'État dirigé par les généraux « janviéristes ». Après les événements de janvier 1992, il est assigné à résidence.
Devant le danger latent des islamistes et la montée de l'extrémisme, les généraux  janviéristes, qu'il a lui-même placés, ont décidé le 11 janvier 1992, d'interrompre le second tour des élections  prévu pour le 16 janvier et qui devait donner une victoire écrasante au parti islamiste, le Front islamique du salut (FIS), qui a remporté 188 sièges lors du premier tour des élections législatives du 26 décembre 1991. Cette opération a entraîné la société dans des affrontements qui mèneront le pays à la guerre civile, qui va durer dix ans (décennie noire). La montée du FIS s'est faite grâce à Chadli, qui voulait cohabiter avec le FIS dans le cadre des lois de la République.

#### 1999, retour en force du  «clan d'Oujda» après l’élection de Abdelaziz Bouteflika

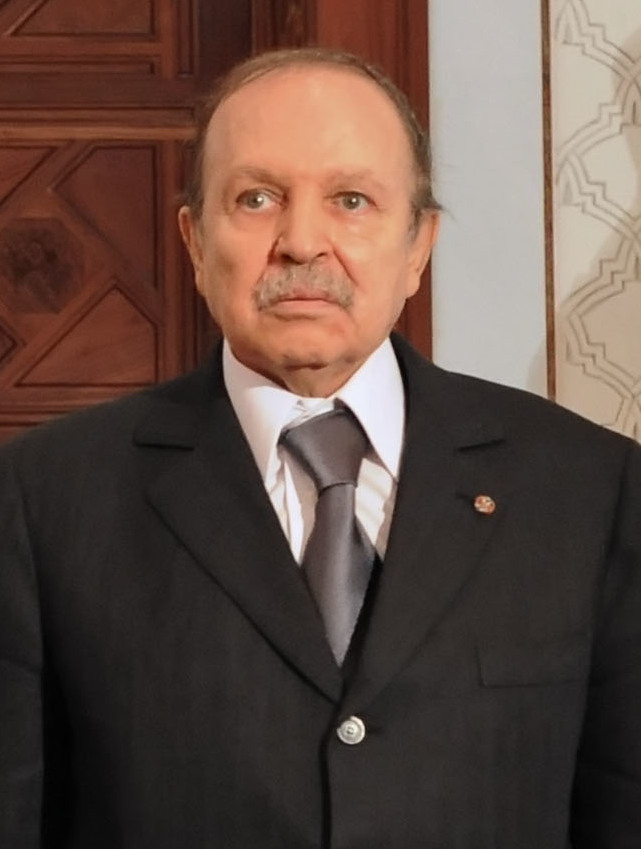
Abdelaziz Bouteflika, président de la République algérienne de 1999 à 2019.

Après avoir refusé en 1994 l'offre des militaires pour accéder à la magistrature suprême, Abdelaziz Bouteflika était rentré à nouveau en hibernation. Cela faisait déjà une quinzaine d'années qu'il vivait en exil aux Émirats arabes unis où il occupait le poste de conseiller de l'émir d'Abu Dabi et président de la Émirats arabes unis, le cheikh Khalifa bin Zayed Al Nahyan. À défaut de devenir président de la République, il décida donc de prolonger sa longue traversée du désert, tout en suivant avec intérêt les bouleversements politiques en Algérie

##### Bouteflika président
Dès l'automne 1998, le nom de l'ancien ministre des affaires étrangères de Boumédiène circulait de nouveau dans les hautes sphères du pouvoir, les généraux dont le « clan des éradicateurs » à sa tête le général Larbi Belkheir soutiennent l'idée qui consistait à faire appel à Abdelaziz Bouteflika  pour l'imposer à la tête du pays, ce dernier acceptera cette fois-ci de se mettre au service des militaires qui l'ont évincé en 1979. 

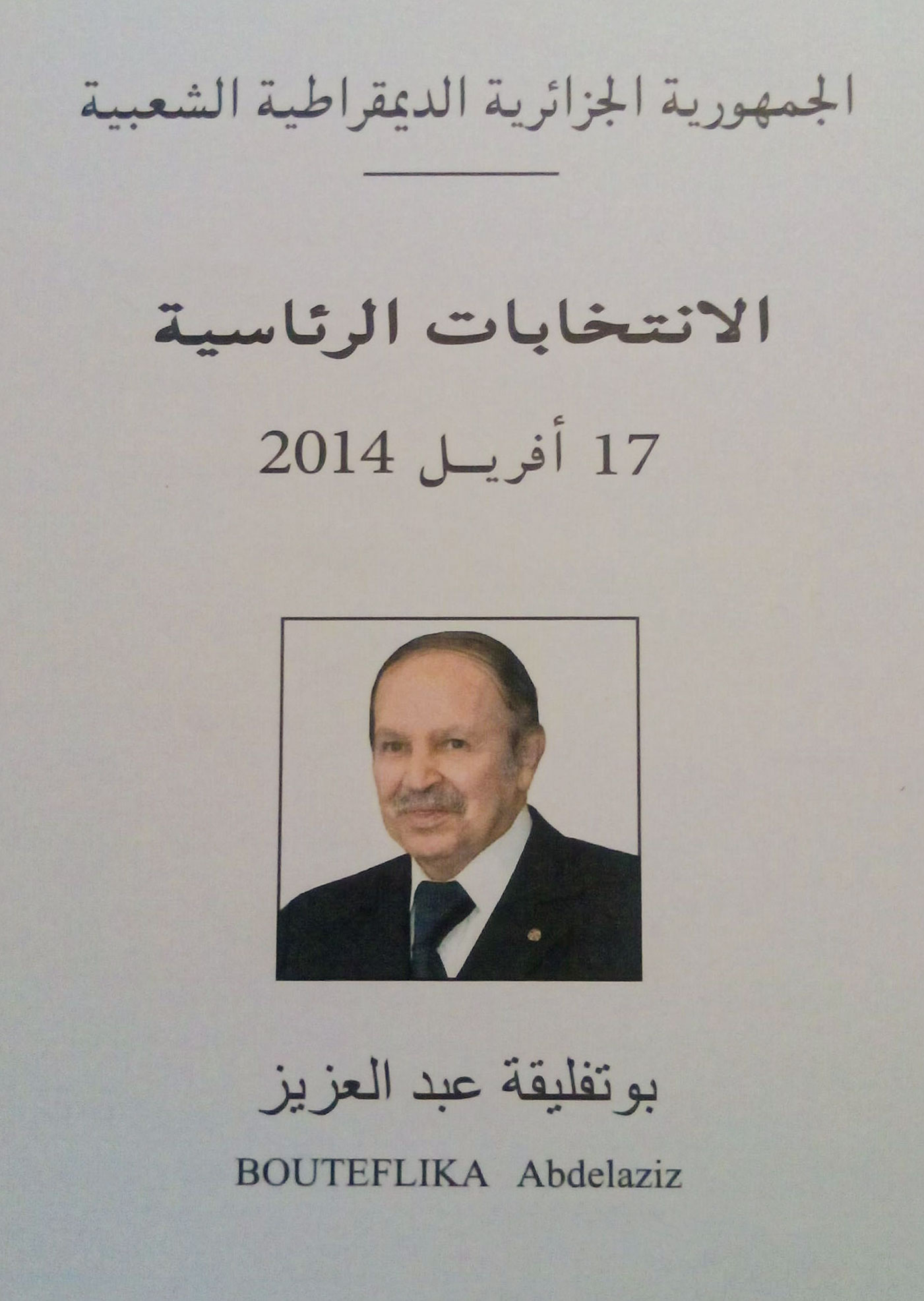
Bulletin de vote pour Abdelaziz Bouteflika lors de l'élection présidentielle de 2014.

Après une longue « décennie noire » marquée par une violente guerre fratricide et son retour au pays en 1999, l'homme du « clan d'Oujda » Bouteflika demeurait le candidat idéal de l'armée, l'administration est mise à sa disposition, les médias lourds font son éloge, les comités de soutiens fleurissent à chaque coin de rue et il obtient l'appui des grandes puissances occidentales et des pays du Golfe.
Après la démission de Liamine Zéroual et au terme d’une élection présidentielle anticipée, Abdelaziz Bouteflika candidat libre, est « élu » président de la République le 15 avril 1999 avec près de 74 % des voix, mais dans des conditions douteuses, les militaires avec et le DRS faisaient pression sur l'administration pour organiser la fraude en sa faveur, les six autres candidats (Hocine Aït Ahmed, Mouloud Hamrouche, Ahmed Taleb Ibrahimi, Abdallah Djaballah, Mokdad Sifi et Youcef Khatib) ont décidé de se retiré du scrutin au dernier moment[réf. nécessaire]. Du coup, Bouteflika apparait comme le « candidat unique » de l'armée.  Son élection est perçue comme le grand retour du « clan d’Oujda », marginalisé depuis plus de 20 ans et supplante le « clan de l'Est »[Interprétation personnelle ?].

#### Élection présidentielle de 2014
Abdelaziz Bouteflika est réélu pour un quatrième mandat avec 81,53 % des voix, annonce, vendredi 18 avril, le ministre de l'Intérieur, Tayeb Belaïz. Son principal rival, Ali Benflis, a recueilli 12,18 % des suffrages.

#### Démission de Bouteflika
À l'approche de l'élection présidentielle de 2019, le régime se trouve dans une impasse pour désigner un successeur adéquat, ce qui pousse les caciques du FLN à envisager le report du scrutin et à maintenir Bouteflika au pouvoir pendant cette période transitoire. Ces circonstances sont propices à la naissance d'importantes manifestations (« Hirak »), qui aboutissent à la décision du chef de l'État de renoncer à briguer un cinquième mandat et de quitter le palais d'El Mouradia, vingt ans après son accession à la présidence.
Retiré de la vie publique, Abdelaziz Bouteflika meurt à l'âge de 84 ans, deux ans après sa démission de la présidence de l'Algérie.

## Personnalités politiques et militaires issues du «clan d'Oujda»
- Abdelaziz Bouteflika, né à Oujda en 1937, ancien ministre des affaires étrangères sous Boumédiène et président de la République algérienne depuis avril 1999. Connu sous le pseudonyme d'Abdelkader El Mali durant la guerre d'Algérie, il fut nommé en 1958 au grade de commandant par Houari Boumédiène et devint secrétaire administratif au sein du poste de commandement de la Wilaya V, puis secrétaire particulier de Boumédiène au PC de la Wilaya V, mais aussi au PC de l’état-major Ouest et au PC de l’état-major général (1960). Décédé en 2021.
- Dahou Ould Kablia, né à Tanger en 1933, ancien ministre de l'Intérieur et des Collectivités locales.
- Noureddine Yazid Zerhouni, né en 1937 à Tabarka, il passe toute sa jeunesse à Fès au Maroc, recruté à l'âge de vingt ans dans le Ministère de l'Armement et des Liaisons générales dont la base est située à Oujda, puis chef de la Sécurité militaire de 1979 à 1981. En 1999, le président Bouteflika le nomme ministre d'État, ministre de l'intérieur et des collectivités locales, poste qu'il a occupé jusqu'en 2010.
- Chakib Khelil, né à Oujda en 1939, ancien ministre de l’énergie et des mines. Il est impliqué dans plusieurs scandales de corruption et de malversations dans l'affaire Sonatrach et poursuivi par la justice algérienne.
- Khaled Nezzar, né en 1937, ancien DAF, il rejoint l'armée des frontières sous le commandement du colonel Boumédiène, ce dernier ordonne à Khaled Nezzar de rejoindre les unités de la wilaya I commandées par le colonel Tahar Zbiri, puis marcher sur Alger durant la crise de l'été 1962. Devenu général et ministre de la Défense, il est l'un des généraux « janviéristes » qui ont décidé d’interrompre le processus électoral de 1991.
- Ali Tounsi, alias Si El Ghaoutti durant guerre d’indépendance. Né en 1937 et mort assassiné à Alger en 2010. Militaire de carrière et directeur général de la Sûreté nationale algérienne DGSN.
- Abdelhamid Temmar, né à Tlemcen en 1938, ancien officier de l'ALN qu'il a rejoint en 1957 dans l'armée des frontières à Oujda, premier Docteur d'État en science économique de l'Algérie indépendante, en 1962 nommé chef du cabinet du ministère de la Jeunesse et du Sport, de l'Éducation populaire et du Tourisme dirigé alors par Abdelaziz Bouteflika. Ministre de l'Investissement durant les premiers mandats de Bouteflika et ministre de l’Industrie et de la Promotion des investissements du gouvernement du premier ministre Ahmed Ouyahia.
- Chadli Bendjedid (1929-2013). Militaire de carrière. Durant la guerre d’indépendance il est chef de bataillon puis chef d'un sous-groupement de 6 000 hommes. En mission pour le compte de l'État-major général (EMG) du colonel Boumédiène. Il est le 3e président de l'Algérie de 1979 à 1992 et ministre de la Défense du 8 mars 1979 au 25 juillet 1990.
- Boualem Bessaih, (1930-2016), ancien officier de l'ALN, chargé de la protection des hauts responsables algériens pendant la guerre d'Algérie. Nommé adjoint de Abdelhafid Boussouf en 1961, il dirige à ce titre la section du contre-espionnage de la base Didouche à Tripoli (Libye), membre du Conseil national de la Révolution algérienne (CNRA) de 1959 à 1962. Après l'indépendance il va occuper de nombreux postes importants au sein des gouvernements successifs. Nommé plusieurs fois ambassadeur à Bruxelles, au Caire, Koweït, homme des missions délicates et souvent l'envoyé spécial de Houari Boumédiène et de Chadli Bendjedid. Après avoir occupé le poste d'ambassadeur au Maroc, il est nommé par Abdelaziz Bouteflika, aux hautes fonctions de président du Conseil constitutionnel en septembre 2005 jusqu’à mars 2012.
- Mohamed Tayebi Larbi, né en 1918 aux environs de Sidi Bel Abbès, décédé en 1997. Blessé lors d'une bataille durant la guerre d'Algérie, il devait séjourner au Maroc en 1959 et intégrer l'armée des frontières. Membre du CNRA, commandant de l'ALN au sein de l'état-major général à Oujda, il se rangea du côté du colonel Boumédiène contre le GPRA dans la crise de l'été 1962, il prend position pour le colonel Boumédiène lors du coup d'État du 19 juin 1965. Il occupera plusieurs hautes fonctions jusqu'à la fin des années 1980.
- Kasdi Merbah, né en 1938 et mort assassiné en 1993. Très tôt il rejoint le Maroc, où son père et son oncle exploitent une grande ferme. Affecté dès 1959 au ministère de l'Armement et des Liaisons générales (MALG) basé à Oujda, « Boussouf boys » pur et dur et patron incontesté de la redoutable sécurité militaire de 1965 à 1978 et chef du gouvernement du 5 novembre 1988 au 9 septembre 1989.
- Ahmed Kaïd, né en 1921 et décédé en 1978 à Rabat, il rejoint le colonel Boumédiène à Oujda en 1958. Plusieurs fois ministre du tourisme, des finances et du plan. Secrétaire général du FLN.
- Ahmed Bencherif, né en 1927, ancien DAF, il rejoint l'État-major général (EMG) en 1962, le colonel Boumédiène le nomme colonel de la gendarmerie nationale (1962-1977), membre du conseil de la Révolution (1965-1977) et ministre de l’Hydraulique (1977-1980).
- Laroussi Khalifa, né en 1917 et mort en 1990, directeur du cabinet de Abdelhafid Boussouf durant la guerre d’indépendance, ministre de l'industrie sous Ben Bella, puis directeur général d'Air Algérie. En 1967, il est condamné à 2 ans de prison pour son opposition à la politique de Houari Boumédiène. Il est le père de l'homme d'affaires algérien Rafik Khalifa.
- Mohamed Zerguini (1922-2001), ancien DAF, il a exercé ses connaissances technique et tactiques au sein de l'ALN, membre de l'État-major général (EMG). Fidèle au colonel Boumédiène, qui le nomme commandant adjoint de la 7e région militaire en 1962, il commande les troupes de Hassi Beida lors de la « guerre des Sables » algéro-marocaine en 1963. Il commande le corps expéditionnaire sur le canal de Suez lors de la guerre des Six Jours en 1967 et est plusieurs fois ministre sous Boumédiène.
- Slimane Hoffman (1922-1991), ancien DAF, il a été désigné par le colonel Boumédiène pour former les futurs cadres de l'armée algérienne, l'organisation des unités de transit et de ravitaillement de l'armement. Membre du Bureau politique de l'État-major général (EMG) (1960-1962), il a occupé plusieurs postes au sein du gouvernement.
- Ali Mendjli (1922-1998). En 1958 il passe à l'armée des frontières où il devient membres du commandement des forces générales de l'ALN. En 1959 il est nommé par le colonel Boumédiène comme procureur de la cour martiale pour juger les accusé du « complot des colonels ». L'un des adjoints de Boumédiène au sein de État-major général (EMG). Très critique à l'égard de l'hégémonie du « clan d'Oujda » (Boumédiène, Bouteflika, Medegheri Cherif Belkacem), il démissionne peu après et se retire dans son village natal jusqu’à sa mort.
- Chérif Belkacem, né en 1930, a passé toute son enfance au Maroc. Plusieurs fois ministre du gouvernement algérien des années 1960-1970.
- Ahmed Medeghri, né à Oran en 1934 et assassiné en 1974. Il rejoint le colonel Boumédiène à Oujda durant la guerre d’indépendance.
- Mohamed Salah Yahiaoui (1932), membre de l'État-major général (EMG), à Oujda (1958), élu membre du Comité central et du Conseil de la Révolution lors du Coup d'État du 19 juin 1965, nommé par le colonel Boumédiène à la tête de l'Académie militaire interarmes de Cherchell (de 1969 à 1977).
- Abderrahmane Bensalem ; Né en 1923 au douar Chiebna,  chef militaire algérien décédé le 9 octobre 1980. Il joua un rôle essentiel au sein de l’armée algérienne (ALN et ANP). membre du Conseil de la Révolution lors du Coup d'État du 19 juin 1965, nommé par le colonel Boumédiène à la tête de l'Académie militaire de Cherchell (de janvier 1968 à Août 1969)

## Filmographie
- Algérie, été 62, l’indépendance aux deux visages de Benjamin Stora, produit par France 5 en 2002. (Vidéo complète)